# Cantó de Malicorne-sur-Sarthe
El cantó de Malicorne-sur-Sarthe és un cantó francès del departament de Sarthe, situat al districte de La Flèche. Té 11 municipis i el cap es Malicorne-sur-Sarthe.

## Municipis
- Arthezé
- Bousse
- Courcelles-la-Forêt
- Dureil
- Le Bailleul
- Ligron
- Malicorne-sur-Sarthe
- Mézeray
- Noyen-sur-Sarthe
- Saint-Jean-du-Bois
- Villaines-sous-Malicorne

## Història
| Data d'elecció                           | Identitat       | Partit        | Qualitat |
| ---------------------------------------- | --------------- | ------------- | -------- |
| 1945-1967                                | Renée Armand    | RPF-RS        |          |
| 1967-1981                                | Léon Lebrun     | Divers gauche |          |
| 1981-1994                                | Gérard Blu      | Divers droite |          |
| 1994-                                    | Chantal Albagli | UMP           |          |
| les dades anteriors no són pas conegudes |                 |               |          |
|                                          |                 |               |          |

## Demografia
| A partir de 1990: Població sense dobles comptes |